# Били Джоел
Били Джоел (на английски: Billy Joel) е американски певец, музикант, поет и композитор на рокендрол и класическа музика. От изпълнението на първия си хит, Piano Man, през 1973 г. създава множество популярни песни и става шестият най-продаван артист в света и третият най-продаван солов изпълнител в САЩ. Номиниран е 23 пъти за награди „Грами“ и е носител на шест от тях, включително за „Албум на годината“ (52nd Street, 1979 г.), „Запис на годината“ и „Песен на годината“ (Just The Way You Are, 1978 г.).
33 от песните на Били Джоел, с музика и текст от самия него, попадат в Топ 40 на музикалните класации в САЩ през 70-те, 80-те и 90-те години на 20 в. В световен мащаб са продадени над 150 милиона копия от албумите му. Включен е в Залата на славата за автори на песни през 1992 г., и в Залата на славата на рокендрола през 1999 г. Престава да записва музика след издаването на албума River of Dreams през 1993 г., но продължава да участва в турнета и гастроли (често с Елтън Джон).
Джоел има 4 брака, една дъщеря от втория си брак (Алекса Рей), и още две от четвъртия, родени през 2015 и 2017 г. През по-голямата част от живота си страда от депресия, прави опит за самоубийство през 1970 година, а също така е пристрастен към наркотиците, от което се лекува няколко пъти в различни болници. На 5 декември 2009 г. дъщеря му Алекса Рей прави опит за самоубийство, след което е откарана в болница.